# 藤津摩衣
藤津 摩衣（ふじつ まい、1997年2月22日 - ）は、日本の元子役。
レプロアスター所属。子役時代はセントラルグループのセントラル子供劇団に所属していた。

## 出演

### テレビドラマ
- 一番大切なデート（2004年、TBS）萩原香（幼少） 役
- スーパー戦隊シリーズ 特捜戦隊デカレンジャー第40話（2004年、テレビ朝日）少女 役
- 女と愛とミステリー 北アルプス山岳救助隊・紫門一鬼6 白馬乗鞍岳の殺意（2004年、テレビ東京）- 宮守美由紀 役
- 冬の輪舞 第25話（2005年、フジテレビ）千鶴子（幼少） 役
- 日曜劇場 おいしいプロポーズ（2006年、TBS）鈴子（幼少） 役
- ドラマW 黒い春（2007年、WOWOW）飯守理音 役

### 映画
- うた魂♪（2008年）松本楓（小学6年時） 役

### CM
- 三井不動産販売、三井のリハウス（2004 - 2006年）
- NTT東日本
- タカラ こえだちゃん
- ローソン
- 小学館 小学一年生

### スチル
- 軽井沢プリンスホテルスキー場